# 942 Romilda
942 Romilda eller 1920 HW är en asteroid i huvudbältet, som upptäcktes den 11 oktober 1920 av den tyske astronomen Karl Wilhelm Reinmuth i Heidelberg.
Asteroiden har en diameter på ungefär 36 kilometer.